# Sky Valley (Kalifornia)
Sky Valley statisztikai település az USA Kalifornia államában, Riverside megyében. Lakosainak száma 2411 fő (2020. április 1.).

## Népesség
A település népességének változása:

| 2010 | 2 406 |
| 2020 | 2 411 |